# Ойкаси (Лапсарське сільське поселення)
Ойка́си (рос. Ойкасы, чув. Уйкас) — присілок у складі Чебоксарського району Чувашії, Росія. Входить до складу Лапсарського сільського поселення.
Населення — 250 осіб (2010; 233 у 2002).
Національний склад:
- чуваші — 99 %